# Енсіо
Енсіо (ісп. Encío) — муніципалітет в Іспанії, у складі автономної спільноти Кастилія-і-Леон, у провінції Бургос. Населення — 47 осіб (2010).
Муніципалітет розташований на відстані близько 260 км на північ від Мадрида, 60 км на північний схід від Бургоса.
На території муніципалітету розташовані такі населені пункти: (дані про населення за 2010 рік)
- Енсіо: 9 осіб
- Моріана: 30 осіб
- Обаренес: 8 осіб

## Демографія
Динаміка населення (INE ):